# Wasserdichtigkeit

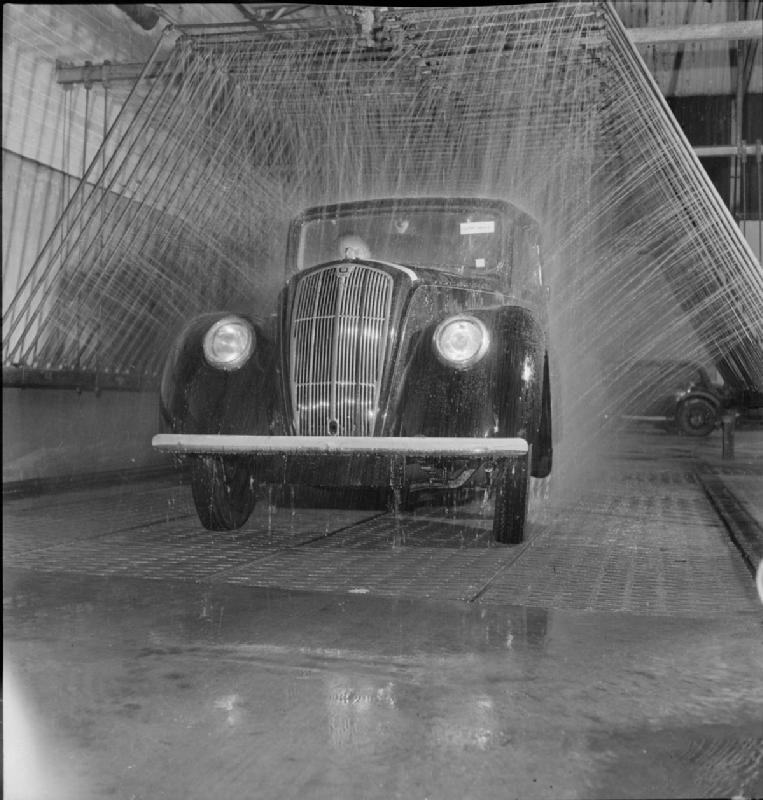
Überprüfung der Wasserdichtigkeit bei einem Automobil in Großbritannien (1945)

Wasserdichtigkeit bezeichnet die Eigenschaft von Materialien, Bauteilen, Geräten oder Kleidung, das Ein- oder Durchdringen von Wasser zu verhindern.
Die Wasserdichtigkeit von elektrischen Geräten wird durch die Angabe der Schutzart spezifiziert. 
Bei Textilien wird zur Einschätzung der Wasserdichtigkeit die Wassersäule (in Millimetern) ermittelt, die auf dem Gewebe lasten kann, ohne dass Flüssigkeit hindurchtritt. 
Auch bei Schutzkleidung wie Regenmänteln oder Bergschuhen muss meist ein Kompromiss aus der Dichtigkeit gegen Starkregen einerseits und Tragekomfort sowie Atmungsaktivität andererseits gefunden werden.

## Uhren und technische Geräte
Uhren und technische Geräte können durch eine entsprechende Bauweise in unterschiedlichem Maß gegen Feuchtigkeit und Wasser geschützt werden, wobei dies hauptsächlich von der geplanten Verwendungsart bzw. dem -ort abhängt. Ein besserer Schutz erhöht naturgemäß auch die Herstellungs- und die Wartungskosten eines Produkts.

### Uhren

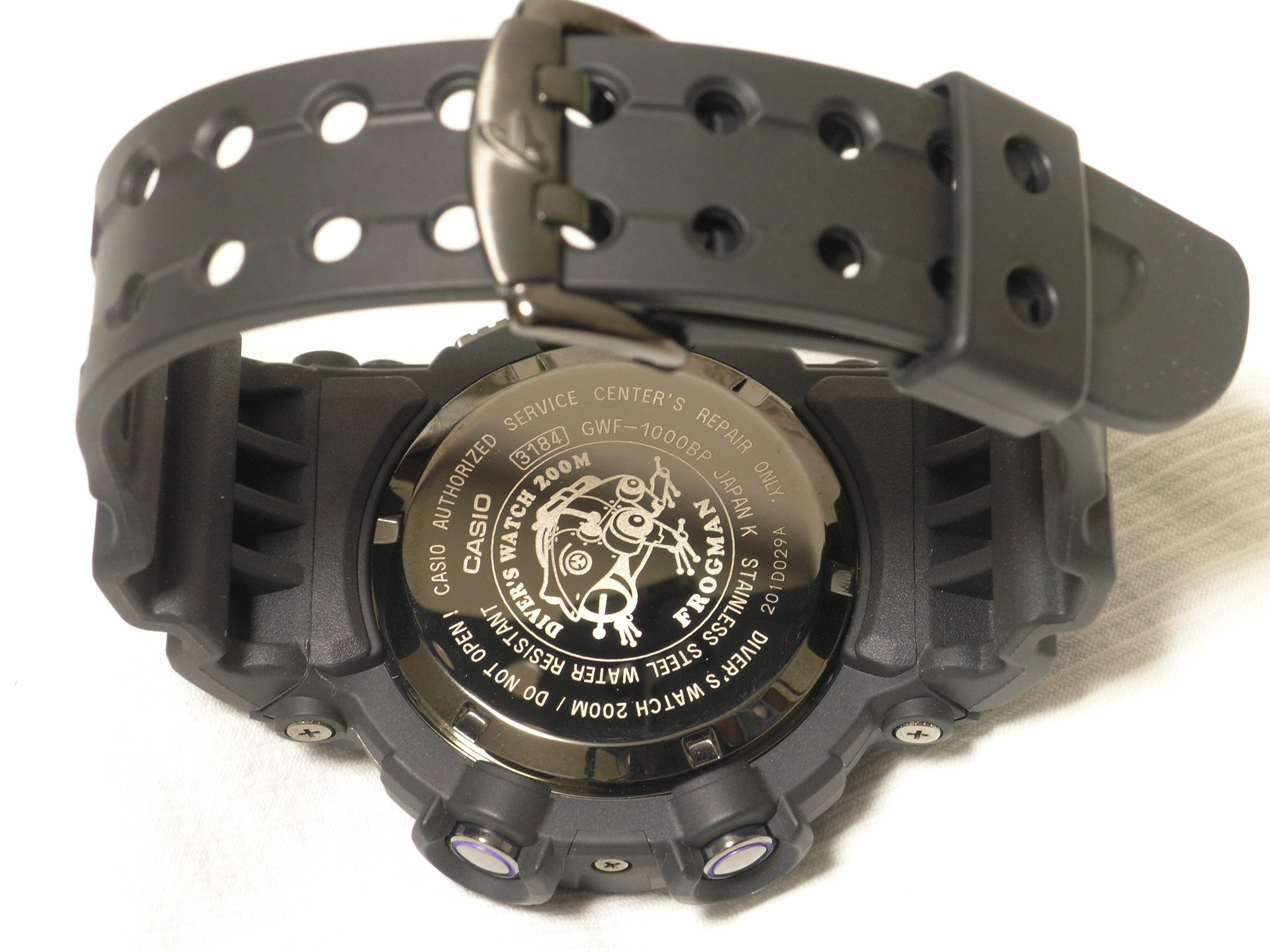
Angabe der Wasserdichtigkeit in Metern auf der Rückseite einer Uhr

#### Allgemein
Wasserdichte Armbanduhren sind Armbanduhren, deren Gehäuse im Originalzustand bis zu einer angegebenen Tiefe widerstandsfähig gegen eindringendes Wasser sind. Als „wasserdicht“ darf eine Armbanduhr bereits bezeichnet werden, wenn sie gegen Schweiß, Wassertropfen und Regen resistent ist und beim Tauchen bis ein Meter Tiefe 30 Minuten lang kein Wasser eindringt. Auf ähnliche Art wird das „wassergeschützt“  (englisch water-resistant) bei Uhrengehäusen verstanden. Uhren dieser Kennzeichnung sollen widerstandsfähig gegen (Hände-)Waschen, Spritzwasser usw. sein. Dabei bezieht man sich auf einen normalen Gebrauch unter Bedingungen, bei denen Wasserdruck und Temperaturen nicht erheblich variieren (vgl. DIN 8310 September 2010, NIHS 92-20 und ISO 2281). Eine als wasserdicht bezeichnete Armbanduhr ist nie komplett dicht, das heißt vollständig gegen Wassereindringen geschützt, sondern der Massefluss in die Uhr liegt für definierte Prüfbedingungen unterhalb eines festgelegten Wertes von 50 µg/min (vgl. DIN 8310 Dezember 1984). Für den Alltag bedeutet dies, dass Wasser durchaus in die Uhr eindringen kann, z. B. wenn sie lange im Wasser liegt oder hohem Wasserdruck ausgesetzt ist. So sind einfache Uhren spritzwasserdicht, das heißt, sie überstehen einige Sekunden in einer Pfütze unbeschadet, aber nicht längere Zeit.
Bei teureren Fabrikaten wird deshalb angegeben, für welchen Druck und welche Dauer sie ausgelegt sind. Hierbei sollte man aber beachten, dass durch Bewegungen (z. B. Schwimmen) der Druck auf die Uhr ansteigt. Die Angabe 3 bar bedeutet, dass die Uhr eine begrenzte Zeit einen Druck von 3 bar aushält (vgl. DIN 8310 September 2010). Eine solche Klassifikation wird auch bei Taucheruhren angegeben, wobei hier gesonderte Anforderungen bzw. Prüfbedingungen gelten (vgl. DIN 8306 September 1983 und ISO 6425), wobei von einer „Taucheruhr“ gesprochen werden kann, wenn beim täglichen Gebrauch die Uhr mindestens eine Stunde in 100 Meter Wassertiefe wasserdicht bleibt.
| Druck (Wassersäule)       | Einstufung                                  | Bemerkung |
| ------------------------- | ------------------------------------------- | --- |
| 3 bar ≈ 3 atm (≈ 20 m)    | Die Uhr hält Wasserspritzer aus             | Die Uhr hält eine begrenzte Zeit einen Druck von 3 bar (entspricht 30 Meter Wassersäule bzw. ca. 3 Atmosphären) aus |
| 5 bar ≈ 5 atm (≈ 40 m)    | Duschen ist möglich                         | Die Uhr ist auf eine Wasserdichtigkeit bis 5 bar geprüft, was dem Druck einer angenommenen Wassersäule von 50 Metern entspricht. Damit ist sie geeignet für den täglichen Gebrauch wie z. B. Baden, Duschen oder Händewaschen.                      |
| 10 bar ≈ 10 atm (≈ 90 m)  | Die Uhr kann zum Schwimmen verwendet werden | Die Uhr ist auf eine Wasserdichtigkeit bis 10 bar geprüft, was dem Druck einer angenommenen Wassersäule von 100 Metern entspricht. Damit ist sie geeignet für z. B. häufiges Schwimmen oder Schnorcheln.                                            |
| 20 bar ≈ 20 atm (≈ 190 m) | Taucheruhr                                  | Die Uhr ist auf eine Wasserdichtigkeit bis 20 bar geprüft, was dem Druck einer angenommenen Wassersäule von 200 Metern entspricht. Uhren dieser Gruppe sind beispielsweise zum Schnorcheln und gerätefreien Freitauchen in geringer Tiefe geeignet. |

Die Meter-Angabe bezieht sich nicht auf eine Tauchtiefe, sondern auf den Prüfdruck, welcher im Rahmen der Wasserdichtigkeitsprüfung angewendet wurde (ISO 2281 / DIN 8310). Die Wasserdichtigkeitsprüfung beinhaltet das Untertauchen eines Gegenstandes in einem geschlossenen, mit Wasser befüllten Behälter, welcher einen Druck von 1,0 bar aufweist. Laut einem Urteil des Oberlandesgerichts Frankfurt am Main handelt es sich bei Prüfdruckangaben in Metern um bewusst irreführende Werbeaussagen. Diese Angaben sind daher nicht erlaubt. Stattdessen sind Angaben wie „wasserdicht bis 3 atm“ oder „wasserdicht bis 3 bar“ zu verwenden.

#### Einschränkungen bei Uhren
Bei Schwimmbewegungen oder unter einem Wasserstrahl (z. B. beim Duschen oder Händewaschen) können Druckspitzen entstehen. Die Uhr wird an den betroffenen Stellen hierbei deutlich stärker belastet, als es die Eintauchtiefe vermuten lässt. Erst ab der Klassifizierung 5 bar / 50 m kann von einer wasserdichten Uhr gesprochen werden (Duschen möglich). Ab der Klassifizierung 10 bar / 100 m kann die Uhr auch beim Schwimmen verwendet werden.
Wasserdichtigkeit ist keine bleibende Eigenschaft, da die eingebauten Dichtelemente in ihrer Funktion und im täglichen Gebrauch nachlassen oder auch durch Stoß und Fall beschädigt werden können. Daher empfiehlt sich eine Wartung mit Prüfung der Dichtungen und Dichtigkeit alle ein bis zwei Jahre.
Wenn eine Uhr großen Temperaturunterschieden ausgesetzt wird, etwa bei einem Sonnenbad mit anschließendem Sprung in kühleres Wasser, kann sich im Gehäuse Kondensflüssigkeit bilden. Dies muss keine Wasserundichtigkeit bedeuten, die Feuchtigkeit muss aber unbedingt sofort entfernt werden.
Salzwasser verursacht eine erhöhte Korrosion – auch von Gummidichtungen – jeder Uhr, auch von Taucheruhren. Daher empfiehlt sich nach Aufenthalt in Salzwasser das Abspülen mit Süßwasser.

### Technische Geräte
Bei technischen Geräten und insbesondere Messinstrumenten kann schon eine geringe Feuchtigkeit im Innern – die auch von Kondensation herrühren kann – die Funktion beeinträchtigen oder Messfehler verursachen. Daher wird bei anspruchsvolleren Geräten eine Grenze für die Luftfeuchtigkeit und auch für die Bedingungen bei der Lagerung angegeben. Speziell elektrische Kontakte sind gefährdet, Kriechströme oder der Ausfall von Magnetkontakten können die Folge sein.
Für elektrotechnische Installationen oder elektronische Geräte, die industriell genutzt werden, gelten die sogenannten „IP-Schutzarten“ nach DIN EN 60529 und DIN 40 050 Teil 9. Der zugehörige IP-Code besteht aus einer zweistelligen Ziffernkombination, die den jeweiligen Schutzgrad angibt, z. B. IP54. Die erste Ziffer spezifiziert die Schutzart für Berührungs- und Fremdkörperschutz (0–6), die zweite Ziffer den Wasser- und Feuchtigkeitsschutz (0–9).

#### Bedeutung der ersten Ziffer der IP-Schutzklasse
Die erste Ziffer gibt an, wie widerstandsfähig das Gehäuse gegen Fremdkörper ist. Dabei gibt es die nachfolgenden sechs Abstufungen:
- 0 – Kein Schutz.
- 1 – Geschützt gegen feste Fremdkörper mit Durchmesser ab 50 mm.
- 2 – Geschützt gegen feste Fremdkörper mit Durchmesser ab 12,5 mm.
- 3 – Geschützt gegen feste Fremdkörper mit Durchmesser ab 2,5 mm.
- 4 – Geschützt gegen feste Fremdkörper mit Durchmesser ab 1,0 mm.
- 5 – Geschützt gegen Staub in schädigender Menge.
- 6 – Staubdicht.

#### Bedeutung der zweiten Ziffer der IP-Schutzklasse
Die zweite Ziffer gibt an, wie wasserdicht das Gehäuse ist. Hier gibt es neun Abstufungen.
- 0 – Kein Schutz.
- 1 – Schutz gegen Tropfwasser.
- 2 – Schutz gegen fallendes Tropfwasser, wenn das Gehäuse bis zu 15° geneigt ist.
- 3 – Schutz gegen fallendes Sprühwasser bis 60° gegen die Senkrechte.
- 4 – Schutz gegen allseitiges Spritzwasser.
- 5 – Schutz gegen Strahlwasser (Düse) aus beliebigem Winkel.
- 6 – Schutz gegen starkes Strahlwasser.
- 7 – Schutz gegen zeitweiliges Untertauchen.
- 8 – Schutz gegen dauerndes Untertauchen. Soweit keine andere Angabe erfolgt, besteht ein Schutz bis 1 Meter Wassertiefe. Andere Wassertiefen müssen separat angegeben bzw. vereinbart werden[4]
- 9 - Schutz gegen Hochdruck und hohe Strahlwassertemperaturen.[5]

Beispiel Schutzklasse IP68: Die Bedeutung der Schutzklasse IP68 ergibt sich der Reihe nach aus den beiden Tabellen: Das Gerät ist staub- und bis 1 Meter wasserdicht.

## Kleidung und Textilien
Kleidungsstücke (und auch manche Schuhe) werden, falls sie nicht aus 100 % wasserdichtem Material bestehen, häufig durch Imprägnierung, die periodisch zu erneuern ist, (spritz)wasserdicht gemacht.
Die DIN EN 20811:1992, auch ISO 811 genannt, regelt die Art und Weise der Bestimmung des Widerstandes gegen das Durchdringen von Wasser. Durchzuführen ist folgender „Hydrostatischer Wasserdruckversuch“: Die Außenseite des Materials wird Wasser ausgesetzt. Der Wasserdruck beginnt bei Null und steigt um 10 mm pro Sekunde, gemessen wird die Zeit, bis der dritte Tropfen auf der Oberseite zu sehen ist, beziehungsweise der der Zeit entsprechende Druck.
Nach der europäischen Norm EN 343 („Schutzkleidung gegen Regen“) ist ein Produkt mit einer Wassersäule ab 800 mm „wasserdicht (Klasse 1&2)“, ab 1300 mm „wasserdicht (Klasse 3)“, ab 2000 mm „wasserdicht (Klasse 4)“.
Die Eidgenössische Materialprüfanstalt (EMPA) in St. Gallen in der Schweiz geht davon aus, dass ein Funktionsmaterial ab einer Wassersäule von 4.000 mm wasserdicht ist. Beim Sitzen auf feuchtem Untergrund wird ein Druck aufgebaut, der ca. 2.000 mm Wassersäule entspricht. Beim Knien in der Hocke drücken schon ca. 4800 mm Wassersäule auf die Bekleidung. Materialien wie Gore-Tex, Texapore O2 oder Sympatex haben eine Wassersäule von 10.000 mm bis zu 30.000 mm.

### Schuhe
Schuhe werden durch die Behandlung mit Schuhcreme, Öl oder anderen Imprägniermitteln hydrophob und somit wasserabweisend gemacht. Allerdings wird durch die Nähte und durch die Walkbewegung beim Gehen jeder Lederschuh irgendwann wasserdurchlässig. Nur Kunststoff oder Gummi kann dauerhaft davor schützen, hat aber einen geringeren Tragekomfort aufgrund der nicht mehr vorhandenen Atmungsaktivität (siehe Gummistiefel, Skischuhe und Dampfsperre). Membranen, wie z. B. Sympatex, können in Schuhe eingearbeitet werden und machen diese wasserdicht, und es bleibt, abhängig vom Membranlaminat und dem Temperaturgefälle, eine gewisse Atmungsaktivität erhalten.

### Taschen, Pack- und Rucksäcke
Für diverse Wassersportarten, aber auch für den Outdoor-Einsatz von Unterhaltungselektronik oder Handys sind wasserdichte Taschen und Packsäcke geeignet, um Feuchtigkeit sowie Schmutzpartikel fernzuhalten. Wasserdichte Fahrradtaschen werden aus mit kunststoffbeschichtetem Polyester- oder Corduragewebe hergestellt und die Nähte zur Verbesserung der Dichtigkeit verschweißt.
Jedoch gibt es in Bezug auf die Wasserdichtigkeit bei Taschen keine standardisierte Klassifizierung. Als Behelf prüfen manche Hersteller ihre Produkte nach dem internationalen Industriestandard IEC 60529 (siehe Schutzart), andere wiederum entwickeln eigene Klassifizierungen mit Hilfe von typischen Anwendungsbeispielen, um Transparenz in Bezug auf Möglichkeiten und Grenzen des Einsatzes von wasserdichten Taschen zu schaffen.

## Bauwesen
Das Dach von Gebäuden dient dem Schutz vor Niederschlag, muss aber nicht vollständig wasserdicht sein. Es genügt, wenn die überlappenden Dachziegel den von oben auftreffenden Regen nach unten abfließen lassen. Nur bei sehr starkem Wind oder bei so genanntem Flugschnee ist ein Eindringen kleiner Wasser- oder Eispartikel zu erwarten. Die Dachabdichtung eines Flachdaches sollte hingegen auch gegen aufstauendes Wasser abdichten.
Ebenso sollte die sogenannte Bauwerksabdichtung der erdberührten Bauteile im Keller- und Erdgeschoss eine möglichst zuverlässige Wasserdichtigkeit gewährleisten.